# E. Hart Fenn

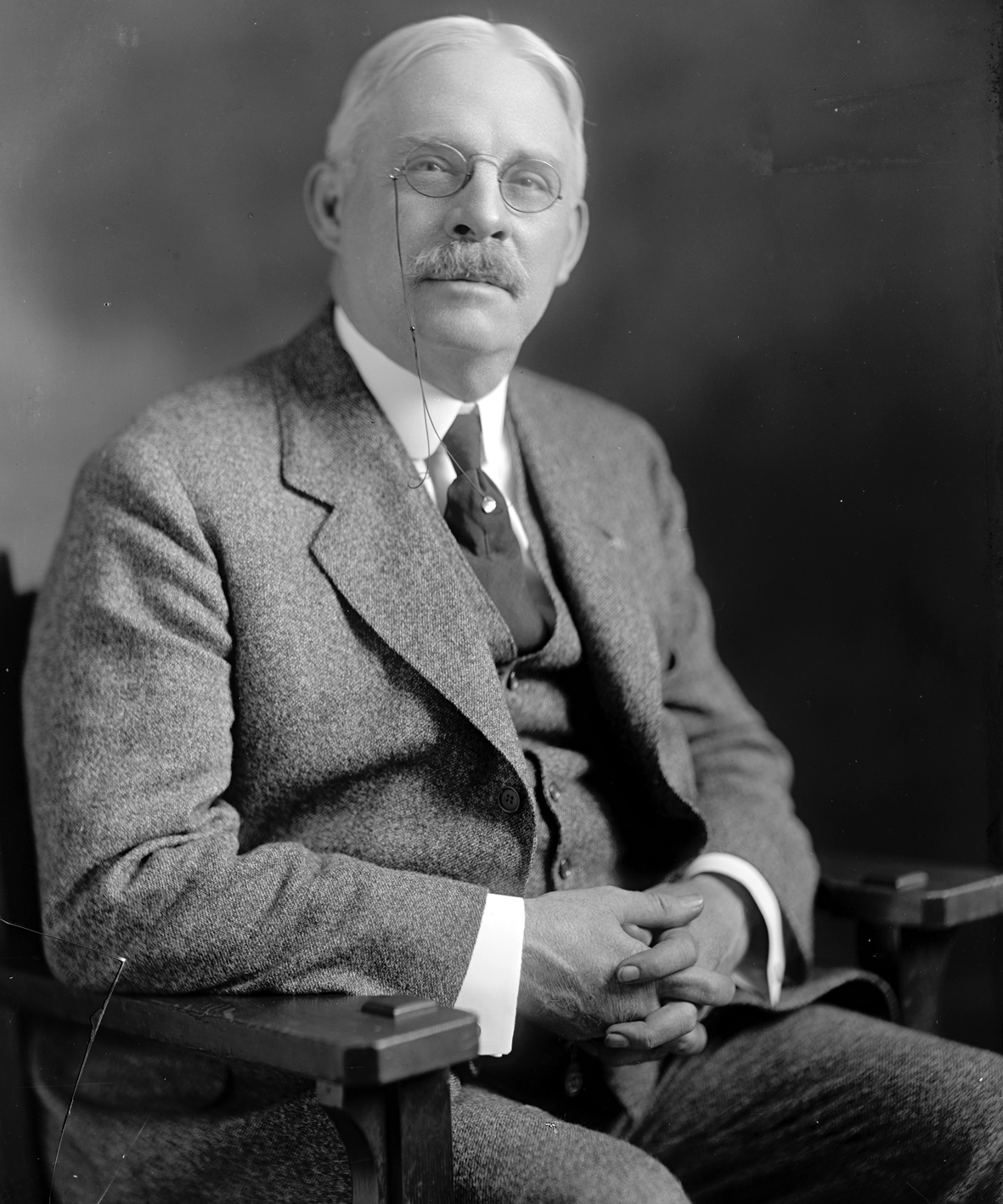
E. Hart Fenn

Edward Hart Fenn (* 12. September 1856 in Hartford, Connecticut; † 23. Februar 1939 in Washington, D.C.) war ein US-amerikanischer Politiker. Zwischen 1921 und 1931 vertrat er den ersten Wahlbezirk des Bundesstaates  Connecticut im US-Repräsentantenhaus.

## Werdegang
E. Hart Fenn genoss eine private Schulerziehung und besuchte danach die Hartford High School und die Yale University. Anschließend begann er eine journalistische Laufbahn. Er wurde Redakteur zweier Tageszeitungen in Hartford und schrieb unter anderem Leitartikel zu besonderen Ereignissen. Zwischen 1878 und 1908 berichtete er auch von den Sitzungen des Repräsentantenhauses von Connecticut.
Fenn war Mitglied der Republikanischen Partei. In den Jahren 1907 und 1915 wurde er selbst Abgeordneter im Parlament seines Staates. Außerdem saß er 1909 und 1911 im Senat von Connecticut. Zwischen 1912 und 1916 war Fenn Jagd- und Fischereibeauftragter der Regierung seines Heimatstaates; er diente außerdem fünf Jahre lang aktiv in der Nationalgarde.
Bei den Kongresswahlen des Jahres 1920 wurde Fenn im ersten Distrikt von Connecticut in das US-Repräsentantenhaus in Washington gewählt, wo er am 4. März 1921 die Nachfolge von Augustine Lonergan antrat. Nach vier Wiederwahlen konnte er bis zum 3. März 1931 fünf Legislaturperioden im Kongress absolvieren. Von 1925 bis 1931 war er Vorsitzender des Ausschusses, der sich mit den Volkszählungen befasste. In seine Amtszeit fiel auch der Beginn der Weltwirtschaftskrise.
Im Jahr 1930 verzichtete Fenn auf eine weitere Kandidatur. Nach dem Ende seiner Zeit im US-Repräsentantenhaus zog er sich in den Ruhestand zurück, den er in Washington und in Wethersfield verbrachte. E. Hart Fenn starb im Februar 1939 in der Bundeshauptstadt Washington und wurde in Hartford beigesetzt.